# Witold Kolski

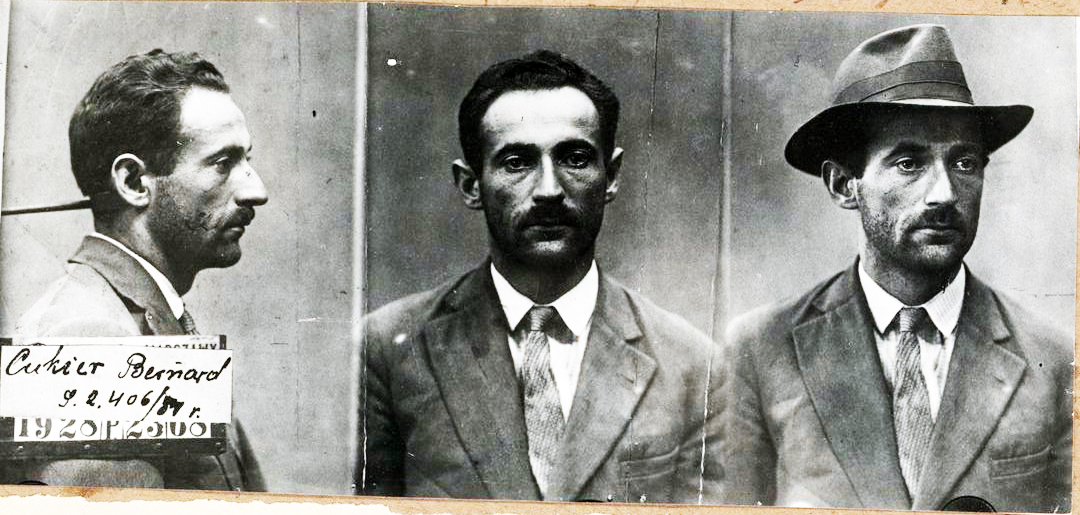
Witold Kolski po aresztowaniu przez Policję Państwową za działalność komunistyczną, 1928

Witold Kolski (ur. jako Baruch (Bernard) Cukier 15 października 1902 w Zgierzu lub 25 kwietnia 1902 w Łodzi, zm. prawd. 28 marca 1943) – polski komunista, dziennikarz, publicysta, sekretarz Komitetu Centralnego Komunistycznej Partii Polski. W literaturze przedmiotu pojawiła się sugestia, że w styczniu 1943 został wyznaczony przez Komintern na I sekretarza PPR, nie znajduje ona jednak źródłowego uzasadnienia. Zginął po zrzucie spadochronowym do Polski w niewyjaśnionych okolicznościach.

## Życiorys
Syn Hermana i Estery z Lajchtungów. W 1911 rozpoczął naukę w Szkole Zgromadzenia Kupców w Łodzi. Jako uczeń w 1918 należał do koła młodzieżowego SDKPiL. W lipcu 1920, podczas wojny polsko-bolszewickiej, zgłosił się ochotniczo do Wojska Polskiego; służył w 31 Pułku Strzelców Kaniowskich. W 1921 zdał maturę i wstąpił na Wydział Prawa i Nauk Politycznych Uniwersytetu Warszawskiego. Działacz Związku Niezależnej Młodzieży Socjalistycznej (ZNMS) i Związku Młodzieży Komunistycznej (ZMK). W 75. rocznicę wydania Manifestu Komunistycznego napisał broszurę pt. „Manifest komunistyczny – jego powstanie, treść, znaczenie” (1923). W 1925 ukończył studia. Członek i funkcjonariusz etatowy (funk) KPP pod pseudonimem Floriański. Od 1927 członek Centralnego Wydziału Zawodowego i Centralnej Redakcji przy KC KPP. Przez pewien czas był sekretarzem redakcji „Czerwonego Sztandaru” (centralnego organu KPP) i członkiem Komitetu Okręgowego (KO) KPP Warszawa-Lewa Podmiejska. W latach 1930–1931 przeszkolony w ZSRR. Od 1931 członek Sekretariatu Krajowego KC Komunistycznej Partii Zachodniej Ukrainy (KPZU). Uczestnik Plenum KC KPZU, III Plenum KC KPP w lipcu 1931 i I Zjazdu KZMZU. Od kwietnia 1932 sekretarz KC KPP. Wielokrotnie aresztowany i skazywany za działalność komunistyczną, w tym w latach 1936–1938 w obozie w Berezie Kartuskiej, a następnie w więzieniu w Katowicach i Rawiczu.
W okresie okupacji sowieckiej Witold Kolski był zastępcą redaktora naczelnego wydawanego we Lwowie przez władze okupacyjne polskojęzycznego „Czerwonego Sztandaru”. To on podpisał i prawdopodobnie napisał artykuł Zgnieść gadzinę nacjonalistyczną opublikowany w trzy dni po aresztowaniu przez NKWD 24 stycznia 1940 grupy literatów: Władysława Broniewskiego, Aleksandra Wata, Tadeusza Peipera, Anatola Sterna, Herminii Naglerowej, Pawła Hertza, Teodora Parnickiego i innych atakujący aresztowanych za nacjonalizm. Zostali nazwani „niedobitkami najpodlejszego wroga rewolucji – agentury nacjonalizmu polskiego, ukraińskiego i żydowskiego”. Aleksander Wat określa Kolskiego w swoich wspomnieniach z tego okresu jako „człowieka o nieposzlakowanej opinii”.
Po ataku Niemiec na ZSRR Kolski uciekł w głąb ZSRR pozostawiając we Lwowie żonę i małą córkę – pisze o tym w swoich wspomnieniach Julian Stryjkowski. Pracował w ZSRR jako oficer polityczny Armii Czerwonej, był współpracownikiem „Nowych Widnokręgów” (przemianowanych później na „Czerwony Sztandar”, którego był zastępcą redaktora naczelnego). W kwietniu 1941 został przyjęty do WKP(b). Brał udział w bitwie stalingradzkiej w szeregach 57. Armii. Za waleczność odznaczony w styczniu 1943 Orderem Czerwonej Gwiazdy. Zrzucony na spadochronie przez NKWD na teren okupowanej przez Niemców Polski 28 marca 1943 roku, zginął w niewyjaśnionych okolicznościach, najprawdopodobniej popełnił samobójstwo po nieudanym lądowaniu na terenie okupowanym przez Niemców.
Jeden z raportów „Korwety” (pionu Armii Krajowej rozpracowującej środowiska komunistyczne) podaje następujący opis, który zdaniem Piotra Gontarczyka oraz Bogdana Musiała dotyczy Kolskiego: W okolicach Ryk wylądował na drzewie skoczek, łamiąc nogę. Wzywał pomocy po polsku i rosyjsku. W pobliżu były zabudowania dwóch gospodarzy, jedno miejscowego chłopa i drugie wysiedlonego z poznańskiego. Miejscowy, obawiając się wysiedlonego (...) nie reagował na wołanie, natomiast wysiedlony poszedł na miejsce wypadku i odmówił udzielenia pomocy, nie przyjmując zapłaty ofiarowanej w dolarach. Nad ranem skoczek zastrzelił się z Mausera 9 [mm], niszcząc przedtem dwa aparaty radiowe i paląc jakieś papiery. (...) Znaleziono przy nim dużą ilość gotówki w dolarach i polskiej walucie, stację nadawczo-odbiorczą oraz dowód na nazwisko [...]Kolski.
Kolski w trakcie wojny, pomiędzy 19 października 1941 a 22 lutego 1943 roku prowadził dziennik, który został opublikowany przez Eryka Krasuckiego. Oryginał dokumentu znajduje się w Rosyjskim Państwowym Archiwum Historii Społeczno-Politycznej w Moskwie w teczce osobowej Kolskiego.